# Апутово
Апу́тово (рос. Апутово) — село (у минулому присілок) у складі Білокатайського району Башкортостану, Росія. Входить до складу Утяшевської сільської ради.
Населення — 274 особи (2010; 328 у 2002).
Національний склад:
- башкири — 96 %